# Łężny Potok
Łężny Potok – dopływ potoku Filipka (Filipczańskiego Potoku). Początek daje mu niewielkie źródełko na wysokości 1265 m w Jaworzyńskim Żlebie w polskich Tatrach Wysokich. Źródełko to znajduje się w skałach wapiennych na podłożu łupkowym. Wypływający z niego potok spływa w północno-wschodnim kierunku głęboką doliną o dużym spadku, wyżłobioną w skałach wapiennych na łupkowym podłożu. Zbocza doliny mają nachylenie 20-45° i są porośnięte lasem. Potok zasilany jest kilkoma lewostronnymi ciekami spływającymi spod przełęczy Kop Sołtysich. Począwszy od wysokości 1150 m stopniowo traci wodę, aż do całkowitego jej zaniku. Woda ginie bowiem w szczelinach podłoża zbudowanego z wapieni murajskich. W górnej części Doliny Łężnej, będącej przedłużeniem w dół Jaworzyńskiego Żlebu, woda w korycie potoku pojawia się tylko po większych ulewach i w czasie wiosennych roztopów. Koryto to jest bardzo głębokie, ma pionowe ściany i wąskie dno. Występują w nim progi skalne o wysokości od kilku do kilkunastu metrów, a pod nimi kotły eworsyjne. Stała woda pojawia się dopiero na wysokości 930 m, przy ujściu Suchego Żlebu. Z prawej strony zasila go tutaj krótki dopływ ze źródła w skałach wapiennych na łupkowym podłożu. Dolna część Doliny Łężnej ma łagodnie nachylone zbocza (5-15°) i znacznie mniejszy spadek – 6,2%. Łężny Potok przepływa w odległości około 400 m na zachód od Zazadniej. Przecina go Droga Oswalda Balzera. Poniżej tej drogi, na wysokości 875 m Łężny Potok uchodzi do Filipczańskiego Potoku jako jego lewy dopływ.
Łężny Potok ma długość 2,75 km i średni spadek 14,1%.

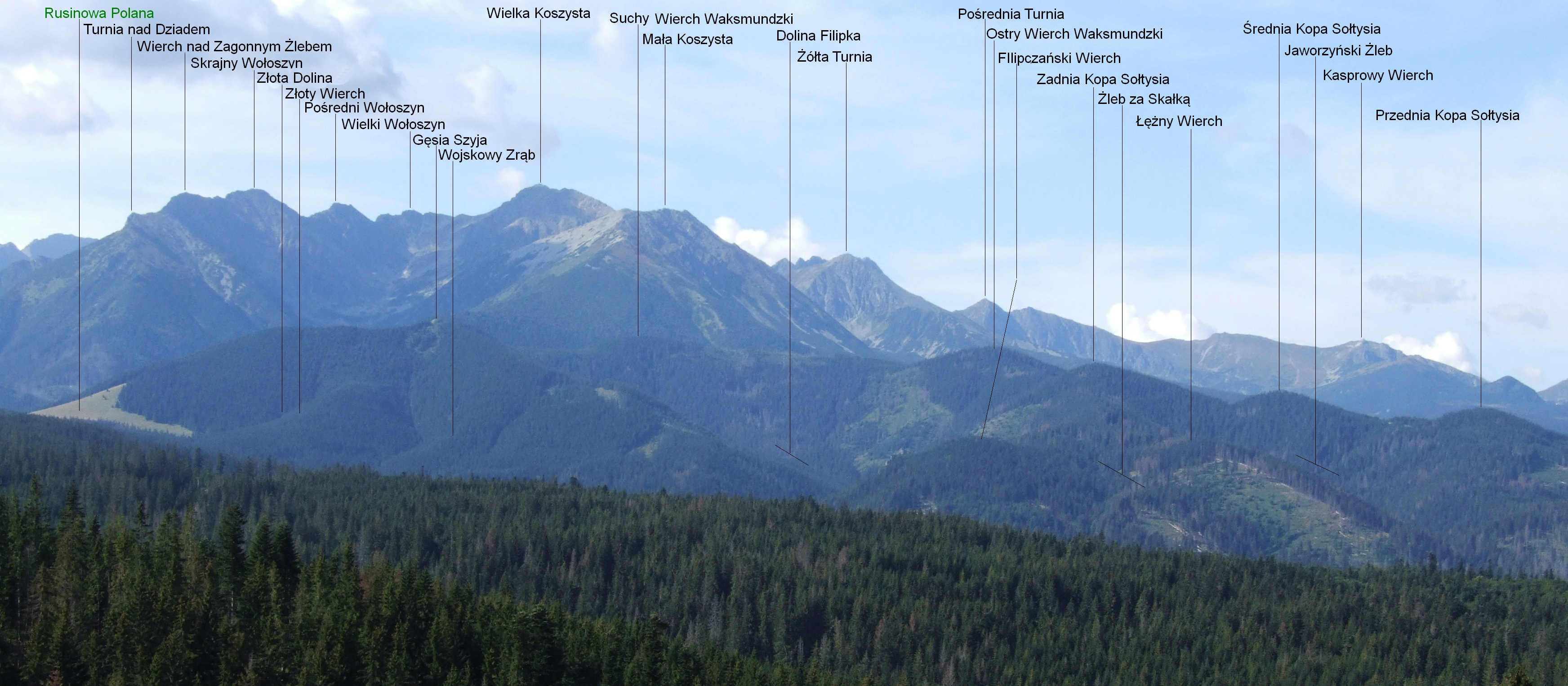
Widok z Głodówki na dolinę Łężnego Potoku